# Варшавський фінансовий центр
Warsaw Financial Center (WFC) є однією з найпрестижніших офісних будівель у Варшаві. Розташована вона на перехресті вулиці Емілії Платер (ul. Emilii Plater) та вулиці Свєнтокшиска (ul. Świętokrzyska), у самому центрі міста. Введена в експлуатацію у 1998 році ця будівля була першим сучасним офісним хмарочосом у столиці. 
Високий красень Warsaw Financial Center був запроєктований американськими компаніями «A. Epstein & Sons International» та «Kohn Pedersen Fox Associates» у співпраці з польськими архітекторами. Джерелом натхнення для проєкту була, зокрема, будівля «333 Wacker Drive» у Чикаго.
У Warsaw Financial Center здається в оренду в цілому 50 тисяч. кв.м приміщень класу А + та 350 паркувальних місць для автомобілів і велосипедів. На кожному з 32 поверхів будівлі площею по 1900 квадратних метрів розташовані приміщення висотою 2,75 м, що були повністю адаптовані до потреб людей з обмеженими можливостями. Переміщатися  поміж поверхами допомагають 16 ліфтів.  
У 144 – метровому хмарочосі розміщено близько 70 фірм. Передові технології, такі як: індивідуальні водоочисні споруди, електрогенератор або ж підземні резервуари місткістю близько 600 000 літрів, – роблять будівлю повністю самодостатньою в плані доступу до електроенергії, тепла і води.
Починаючи з кінця 2012 року, Warsaw Financial Center є  власністю консорціуму «Allianz Real Estate» та «Curzon Capital Partners III» — інвестиційного фонду під керівництвом компанії «Tristan Capital Partners».